# 코난 막 모르너
코난 막 모르너(아일랜드어: Conán mac Morna)는 아일랜드 신화의 피니언 대계의 등장인물이다. 코난 밀(아일랜드어: Conán Maol)이라고도 하는데, 이것은 "대머리 코난"이라는 뜻이다.
피어너의 일원이며 핀 막 쿠월의 맹우 중 한 명이다. 뚱뚱하고 탐욕스러운 말썽꾼인 개그 캐릭터다. 하지만 핀에게 충실하며, 싸움에서 도망치는 일이 없었다.

## 참고 자료
- Ellis, Peter Berresford, Dictionary of Celtic Mythology (Oxford Paperback Reference), Oxford University Press, (1994): ISBN 0-19-508961-8